# 克里斯蒂娜·约恩森
克里斯蒂娜·约恩森（丹麥語：Kristina Jørgensen，1998年1月18日—），丹麦女子手球运动员。她曾代表丹麦国家队参加2017年、2019年和2021年世界女子手球锦标赛，其中2021年世锦赛获得一枚铜牌。